# Shingopana
Shingopana ist eine Gattung von sauropoden Dinosauriern aus der Gruppe der Titanosauria. Die einzige bekannte Art der bislang monotypischen Gattung ist Shingopana songwensis aus dem Albium / untersten Cenomanium(?) (vor ca. 100 bis 110 Millionen Jahren) von Tansania.

## Etymologie und Fundgeschichte
Der Gattungsname setzt sich zusammen aus den Kiswahili-Worten „shingo“ („Nacken“) und „pana“ („breit“) und bezieht sich auf eine charakteristische, beulenartige Ausbuchtung an den Dornfortsätzen der Halswirbel. Der Artzusatz „songwensis“ bezieht sich auf den Songwe im Südwesten Tansanias, in dessen Bereich die Typusart gefunden wurde. Der Artname lässt sich grob also in etwa mit „Der Breitnacken vom Songwe“ übersetzen.
Die im Rahmen des „Rukwa Rift Basin Project“ (RRBP), einer Kooperation der Ohio University (USA), der Michigan State University (USA), der James Cook University (Australien) und der University of Dar es Salaam (Tansania), als „TZ-07“ bezeichnete Fundstelle erbrachte erstmals im Jahr 2002 Reste eines Sauropoden. Die Bergung der Funde erfolgte in mehreren Grabungskampagnen zwischen 2002 und 2004. Die Erstbeschreibung erfolgte 2017 durch Gorscak et al.

## Fossilbeleg
Alle bislang bekannten Überreste von Shingopana stammen aus dem Namba-Member der Galula-Formation im Rukwa-Riftbecken, einem Teil des Zentralafrikanischen Grabens im südwestlichen Tansania. Shingopana ist damit nach Rukwatitan bereits der zweite Vertreter der Titanosauria aus dem Namba Member der Galula-Formation und dürfte annähernd zeitgleich mit diesem in derselben Region gelebt haben.
Der Holotypus (RRBP 02100) repräsentiert das weitgehend disartikulierte Teilskelett eines Individuums und umfasst mehrere teilweise erhaltene Halswirbel, sechs teilweise erhaltene Cervicalrippen und vier teilweise erhaltene Dorsalrippen, ein fast vollständiger linker Humerus, ein teilweise erhaltenes Schambein und, als einziges Element des Schädelskeletts, ein linkes Os angulare. Das bislang vorhandene Fossilmaterial entspricht damit rund 10 % des Gesamtskeletts.

## Merkmale der Gattung
Als gattungstypisches Merkmal (Autapomorphie) gilt eine Besonderheit der mittleren bis hinteren Halswirbel:
Von den vorderen Gelenkfortsätzen der Wirbel (Präzygapophysen) zieht sich ein schmaler Knochenkamm (Lamina) in Richtung zum Dornfortsatz (Processus spinosus). Diese Lamina ist zweigeteilt und schließt, anders als bei allen sonstigen Vertretern der Titanosauria eine grabenförmige Einbuchtung (Fossa) ein. Der zur Wirbelmitte hin orientierte Ast der Lamina führt direkt zum Dornfortsatz des Wirbels. Der lateral gelegene Ast führt zu den namensgebenden Ausbuchtungen am Dornfortsatz.

## Alterseinordnung des Fundes
Die Galula-Formation umfasst terrestrische Sedimente die während der „Mittleren“ Kreidezeit, vom Aptium bis zum Cenomanium abgelagert wurden. Das entspricht etwa dem Zeitraum von vor 126,3 bis vor 93,9 Millionen Jahren. Das Namba Member aus dem der Fund stammt, entspricht den hangendsten Anteilen der Galula-Formation. Erste Versuche einer radiometrischen Altersdatierung der Galula-Formation selbst erbrachten keine zufriedenstellenden Ergebnisse, sondern nur ein schlecht definiertes Maximalalter der Sedimente. Bessere Ergebnisse lieferten stratigraphische und sedimentologische Untersuchungen der Sedimente des Namba Members, die zeigten, dass die Ablagerungen annähernd Zeitgleich bzw. kurz vor der Aktivität eines nahe gelegenen vulkanischen Zentrums erfolgt sein musste. Diese Vulkanite konnten erfolgreich auf ein Alter von ca. 99–115 Millionen Jahre datiert werden.  Die Erstbeschreiber geben das Alter des Fundes vorsichtig mit etwa 100–110 Millionen Jahre an, was annähernd etwa dem Zeitraum des Albium bis in das untersten Cenomanium entsprechen würde.

## Palökologie
Die Sedimente des Namba Members repräsentieren die Ablagerungen eines verflochtenen Flusssystems und sind überwiegend von Sandsteinen geprägt. Dazwischen finden sich aber auch immer wieder größere, linsenförmige Körper von teils feinsandigen Ton- und Siltsteinen, die als Ablagerungen in zeitweise vom Hauptströmungssystem abgeschnittenen Altarmen interpretiert werden können. Aus solch einem Bereich stammen auch die fossilen Überreste von Shingopana songwensis. Paläoböden aus dem Namba Member deuten auf eine offene Waldlandschaft mit tropischem, subhumidem Klima hin.
Alle Knochen des Holotypus zeigen Anzeichen von Verwitterung, d. h. sie waren vor der Fossilwerdung über einen längeren Zeitraum hinweg atmosphärischen Einflüssen ausgesetzt. Anzeichen für „trampling“ oder Bissspuren von Fleischfressern konnten nicht festgestellt werden. Dafür zeigen die Knochen eine Vielzahl an unterschiedlichsten Bohrspuren. Einige dieser Spuren konnten dem Ichnogenus Cubiculum zugewiesen werden. Diese Spuren sind wahrscheinlich auf die Larven aasfressender Käfer zurückzuführen.